# 田舎刑事
『渥美清の田舎刑事』（あつみきよしのいなかデカ）は、テレビ朝日系列で放映された「土曜ワイド劇場」で第1回に放送された作品にして同番組初のドラマシリーズ作品でもある。制作はテレビ朝日とテレパック。主演は渥美清。

## あらすじ

### 第1回
大分県日田市警の刑事・杉山松次郎（渥美清）が、15年前の殺人事件の犯人・国崎（小林桂樹）を追って上京する。そして、今は顔も名字も変わった男を突き止め逮捕する。田舎刑事の執念の先に、国崎が背負った戦争の悲惨さを焙り出すドラマ。
1977年度（第32回）文化庁芸術祭賞テレビドラマ部門優秀賞。

## キャスト
- 杉山松次郎 - 渥美清

### ゲスト
第1作『時間（とき）よ、とまれ』（1977年）
- 桜井ナオ子 - 高橋洋子
- 立花 - 草薙幸二郎
- 宮城節子 - 柳川慶子
- 兵吉 - 三谷昇
- 文子 - 八木昌子
- 高瀬刑事 - 本郷淳
- 日田警察署長 - 金井大
- ボクシングジム会長 - ガッツ石松
- ストリッパー - 恵あい
- サリイ - 市原悦子
- 宮城直之 - 小林桂樹
- 湊俊一、大木史郎、石山かつみ、松浪志保、岩城和男、大和田進、石見栄英、小山梓、柾久美子、山田兼司、チャミ忍、若山孝、広田正光、小池雄介、中村誠一、松丸登志乃、西村亜希子、有馬加奈子

第2作『旅路の果て』（1978年）
- 大崎セツ子 - 夏川静枝
- 大崎 - 加藤嘉
- 桃井かおり、小坂一也、佐藤オリエ、河原崎長一郎、織本順吉

第3作『まぼろしの特攻隊』（1979年）
- 権田幸子 - 宇津宮雅代
- 堂ノ下刑事 - 赤塚真人
- 波原真理子 - 高峰三枝子（特別出演）
- 深沢寛一 - 西村晃
- 信欽三、南美江、浜村純、勝部演之、稲垣昭三、岩城力也、河原裕昌、本郷淳、石原由紀子、簗正昭、森みつる、小山武宏、菅友絵、立花リリー、岡麻美、北川たか子

## 放送日程
| 話数 | 放送日        | サブタイトル                    | 脚本   | 監督     | 視聴率 |
| ---- | ------------- | ------------------------------- | ------ | -------- | ------ |
| 1    | 1977年7月2日  | 時間（とき）よ、とまれ          | 早坂暁 | 橋本信也 | 16.5%  |
| 2    | 1978年5月20日 | 旅路の果て                      | 早坂暁 | 橋本信也 | 15.2%  |
| 3    | 1979年7月7日  | まぼろしの特攻隊                | 早坂暁 | 森崎東   | 19.6%  |
| 4    | 1980年6月28日 | 時間よ、とまれ -新編集ワイド版- | 早坂暁 | 橋本信也 | 20.6%  |

## スタッフ
- 脚本 - 早坂暁
- 音楽 - 菅野光亮
- 監督 - 橋本信也、森﨑東
- プロデューサー　中山和記
- 制作 - テレビ朝日、テレパック

## その他
- 1995年8月5日には同枠にて『時よとまれ』のタイトルでリメイクされた（主演：矢沢永吉）。